# Ximélagatran
 (juillet 2017).
Le ximélagatran (en France et en Suisse : Exanta)(usage oral) était un médicament anticoagulant oral direct, prodrogue du mélagatran (usage sous-cutané). Le 14 février 2006, ce médicament a été retiré du marché au niveau mondial.. Son producteur voit en lui un remplaçant des anti-vitamines K, soumis aux aléas de la nutrition, de l'interaction médicamenteuse, et du monitoring (suivi sanguin).

## Effets secondaires indésirables
En utilisation prolongée, le produit a provoqué une hépatite médicamenteuse qui a conduit à suspendre les études et la commercialisation.

## Retiré du marché
Le 14 février 2006, la firme pharmaceutique qui produit le mélagatran (usage sous-cutané) et le ximélagatran (usage oral, prodrogue du précédent) a annoncé qu'elle retirait ces deux molécules au niveau mondial car provoquait une hépatite médicamenteuse en utilisation prolongée.

### Sources
- (en) Eriksson H, Wahlander K, Gustafsson D, Welin LT, Frison L, Schulman S; Thrive Investigators. « A randomized, controlled, dose-guiding study of the oral direct thrombin inhibitor ximelagatran compared with standard therapy for the treatment of acute deep vein thrombosis: Thrive I » J Thromb Haemost 2003;1:41-7. PMID 12871538
- (en) Francis CW, Berkowitz SD, Comp PC, Lieberman JR, Ginsberg JS, Paiement G, Peters GR, Roth AW, McElhattan J, Colwell CW Jr; Exult A Study Group. « Comparison of ximelagatran with warfarin for the prevention of venous thromboembolism after total knee replacement » N Engl J Med. 2004;349:1703-12. PMID 14585938
- (en) Schulman S, Wåhlander K, Lundström T, Clason SB, Eriksson H, Thrive III investigators. « Secondary prevention of venous thromboembolism with the oral direct thrombin inhibitor ximelagatran » N Engl J Med. 2003;349:1713-21. PMID 14585939
- (en) Weitz JI.  « New anticoagulants for treatment of venous thromboembolism » Circulation 2004;110(Suppl 1):19-26. PMID 15339877